# José Silverio Núñez
El General José Silverio Núñez (1802 - 1858) fue un liberal mexicano que combatió en la Guerra de Reforma y fue gobernador de Colima. A la muerte del general Manuel Álvarez fue enviado a Colima por Guadalajara llegando el 7 de septiembre de 1857. Reinstaló el poder legislativo después del interinaje de José Washington de Velasco, con lo cual se le nombró Gobernador Provisional. Durante su gobierno se estableció el Registro Civil en Colima y se promulgó el 16 de octubre de 1857 la primera Constitución de Colima, siendo presidente del Congreso de Colima, Ramón R. de la Vega, y secretarios Miguel Escoto y Francisco Vaca. Regresó a Guadalajara el 6 de enero de 1858 donde murió combatiendo a los conservadores en la Guerra de Reforma el 4 de octubre de ese año.
| Predecesor: José Washington de Velasco | Gobernador de Colima 1857 - 1858 | Sucesor: Ricardo Palacio |

- Datos: Q5945595